# Hydrobaenus
Hydrobaenus is een muggengeslacht uit de familie van de Dansmuggen (Chironomidae).

## Soorten
- H. calvescens Saether, 1976
- H. conformis (Holmgren, 1869)
- H. cranstoni Langton & Cobo, 1992
- H. distylus (Potthast, 1914)
- H. domus (Sublette, 1966)
- H. fusistylus (Goetghebuer, 1933)
- H. hudsoni Saether, 1976
- H. lapponicus (Brundin, 1956)
- H. laticaudus Saether, 1976
- H. lugubris Fries, 1830
- H. lunzensis (Thienemann, 1944)
- H. martini Saether, 1976
- H. paucisaeta Tuiskunen, 1986
- H. pilipes (Malloch, 1915)
- H. pilipodex Saether, 1976
- H. rufus (Kieffer, 1923)
- H. scapulapilosus Saether, 1976
- H. spinnatis Saether, 1976
- H. travisi Saether, 1989
- H. tumidistylus Saether, 1976
- H. vernus Krasheninnikov & Makarchenko, 2011
- H. virgo Saether, 1976